# Hrabstwo Sutton

Piramida wieku hrabstwa

Hrabstwo Sutton – rolnicze hrabstwo w USA, w stanie Teksas, na płaskowyżu Edwardsa. Utworzone w 1887 r. W latach 2000–2020 populacja skurczyła się o 17,3%. Według danych z 2023 liczy 3221 mieszkańców. Siedzibą hrabstwa jest miasteczko Sonora.

## Sąsiednie hrabstwa
- Hrabstwo Schleicher (północ)
- Hrabstwo Kimble (wschód)
- Hrabstwo Edwards (południe)
- Hrabstwo Val Verde (południowy zachód)
- Hrabstwo Crockett (zachód)
- Hrabstwo Menard (północny wschód)

## Gospodarka
Ze względu na półpustynny klimat i skalistą, pagórkowatą topografię tereny hrabstwa Sutton służą do hodowli kóz (52,9 tys. w 2022), owiec (19,4 tys. w 2022) i bydła (12,2 tys. w 2022). W 2012 roku hrabstwo posiadało największe stada kóz w USA, liczące ponad 55 tysięcy sztuk.
Także przemysł naftowy, myślistwo i turystyka odgrywają ważną rolę w gospodarce hrabstwa, a największą atrakcją są jaskinie Sonora. Najważniejszymi zasobami naturalnymi hrabstwa są umiarkowane rezerwy ropy naftowej i gazu, których wydobycie nastąpiło pod koniec lat 60. i 70. XX wieku.

## Skład rasowy
- Latynosi – 63,6%
- biali niebędący Latynosami – 34,7%
- czarni lub Afroamerykanie – 1,6%
- rdzenna ludność – 1,6%
- Azjaci – 0,8%[1].